# François de Harlay de Champvallon
François de Harlay de Champvallon (Parigi, 14 agosto 1625 – Parigi, 6 agosto 1695) è stato un arcivescovo cattolico francese.

## Biografia

### I primi anni
Harlay de Champvallon nacque a Parigi, nipote dell'omonimo François de Harlay de Champvallon, arcivescovo di Rouen, egli venne presentato all'abbazia di Jumièges immediatamente dopo aver lasciato il Collège de Navarre, e quando aveva appena ventisei anni succedette a suo zio nella carica di arcivescovo. Trasferito alla sede di Parigi nel 1671, venne proposto dal re di Francia al cardinalato nel 1690 col titolo di duca di Saint-Cloud. Egli fu commendatore dell'Ordine dello Spirito Santo e membro dell'Academie française.

### Carriera
Durante la prima parte della sua carriera politica, Champvallon fu un convinto aderente della politica di Mazzarino e di lui si dice che lo avesse aiutato a tornare dall'esilio. La sua vita privata gettò molto scandalo nella società dell'epoca, ma aveva molto fiuto per gli affari, una grande conoscenza e un comportamento eloquente e persuasivo. Egli riuscì in definitiva ad assicurarsi il favore di Luigi XIV di Francia col supporto che egli diede al gallicanesimo formulando la Dichiarazione del clero di Francia in assemblea il 19 marzo 1682, occasione nella quale Jacques Bénigne Bossuet lo accusò di turlupinare la corte a proprio piacimento.
Egli ebbe pessimi rapporti con Madame de Maintenon a causa dell'influenza sul re in quanto egli sovente aveva udienze private col re, accompagnato da Père la Chaise sugli affari della chiesa di Parigi, ma la sua influenza gradualmente andò esaurendosi. Egli richiese la revoca urgente dell'Editto di Nantes e mostrò grande severità nei confronti degli ugonotti a Dieppe, del quale era signore temporale e spirituale.

### Gli ultimi anni
Harlay de Champvallon morì improvvisamente senza ricevere i sacramenti il 6 agosto 1695. I suoi funerali ebbero luogo a breve e l'orazione funebre venne tenuta da Père Gaillard, mentre Madame de Sévigné fece per l'occasione un severo commento sulla sua vita.

## Genealogia episcopale e successione apostolica
La genealogia episcopale è:
- Cardinale Guillaume d'Estouteville, O.S.B.Clun.
- Papa Sisto IV
- Papa Giulio II
- Cardinale Raffaele Sansone Riario
- Papa Leone X
- Papa Paolo III
- Cardinale Francesco Pisani
- Cardinale Alfonso Gesualdo di Conza
- Papa Clemente VIII
- Cardinale Pietro Aldobrandini
- Cardinale Laudivio Zacchia
- Cardinale Antonio Barberini, O.F.M.Cap.
- Cardinale Nicolò Guidi di Bagno
- Arcivescovo François de Harlay de Champvallon

La successione apostolica è:
- Vescovo Bernard Coignet de Marmiesse (1656)
- Vescovo Louis Foucquet (1659)
- Vescovo Ignace Cotolendi, M.E.P. (1660)
- Vescovo François de Clermont-Tonnerre (1661)
- Vescovo François de Nesmond (1662)
- Vescovo Charles-François de Loménie de Brienne (1668)
- Vescovo Gabriel-Philippe de Froullay de Tessé (1669)
- Vescovo Sébastien de Guémadeuc (1671)
- Arcivescovo Michel Amelot de Gournay (1671)
- Vescovo Cosme Roger, O.Cist. (1672)
- Vescovo Paul-Philippe de Chaumont Quitry (1672)
- Vescovo Jules Mascaron, C.O.I. (1672)
- Vescovo Jean de Forcoal (1672)
- Vescovo Jean-Louis de Fromentières (1673)
- Vescovo Antoine-Benoît de Clermont-Tonnerre (1676)
- Arcivescovo Hardouin Fortin de la Hoguette (1676)
- Vescovo Henri-Félix de Tassy (1676)
- Vescovo Louis de Lascaris d'Urfé (1677)
- Vescovo Jacques de Fieux (1677)
- Vescovo Nicolas Ladvocat-Billiard (1677)
- Vescovo Guillaume de Meschatin (1677)
- Arcivescovo Armand-Anne-Tristan de La Baume de Suze (1677)
- Vescovo Jean-Jacques d'Obeilh (1677)
- Vescovo Guillaume de La Brunetière du Plessis-Gesté (1677)
- Vescovo François-Placide de Baudry de Piancourt, O.S.B. (1678)
- Arcivescovo Charles Le Goux de la Berchère (1678)
- Vescovo Michel Poncet de la Rivière (1678)
- Vescovo François Le Tellier (1678)
- Vescovo André Colbert (1678)
- Vescovo Pierre du Laurens, O.S.B. (1679)
- Cardinale Louis-Antoine de Noailles (1679)
- Vescovo François-Ignace de Baglion du Saillant, C.O. (1679)
- Vescovo Gabriel de Saint-Estève (1680)
- Vescovo Humbert Ancelin (1681)
- Vescovo Henri-Guillaume Le Jay (1681)
- Vescovo Hippolyte de Béthune (1681)
- Vescovo Louis-Marcel de Coëtlogon-Méjusseaume (1681)
- Vescovo Pierre-Daniel Huet (1692)
- Vescovo Paul Godet des Marais (1692)
- Arcivescovo Mathieu Ysoré d'Hervault (1694)